# Amomum fragile
Amomum fragile là một loài thực vật có hoa trong họ Gừng. Loài này được Shao Quan Tong mô tả khoa học đầu tiên năm 1989. Tên gọi trong tiếng Trung là 脆舌砂仁 (thúy thiệt sa nhân) nghĩa là sa nhân lưỡi bẹ dễ gãy.

## Phân bố
Loài này có tại tây nam tỉnh Vân Nam, Trung Quốc.